# Пекельна планета Реміна
«Пекельна планета Реміна» (яп. 地獄星レミナ, Jigokusei Remina) — манґа, написана та проілюстрована Іто Джюнджі. Серіалізувалася в журналі Big Comic Spirits Zōkan Casual з вересня 2004 року по липень 2005 року та була видана в одному томі.

## Сюжет
У футуристичному Токіо професор Оґуро здобуває Нобелівську премію за відкриття кротовини у сузір'ї Гідри, з якої з'явилася міжзоряна планета на відстані 16 світлових років від Землі. Оґуро називає планету Реміна на честь своєї доньки, народження якої збіглося з появою цієї планети. Планета рухається хаотично й іноді перевищує швидкість світла, але при цьому навколишні зорі зникають за загадкових обставин. Після відкриття планети Реміна стає знаменитістю, здобувши загальне визнання. Вона неохоче приймає свою славу, приєднується до талант-агентства і стає обличчям будівельної компанії Mineishi Construction. Під час екскурсії родинним маєтком Мінеіші вона дізнається про секретне бомбосховище, а також про сина родини, який розірвав стосунки з батьком, вирішивши стати астронавтом всупереч його волі.
Тим часом професор Оґуро дізнається від переляканого астронома, що планета Реміна вже увійшла до Сонячної системи і досягне Землі менш ніж за місяць. Астроном у паніці стверджує, що «зустрівся з її оком», після чого втрачає розум. Чутки про неминуче зіткнення породжують масову паніку: коли планета починає пожирати інші небесні тіла — зокрема Марс — за допомогою гігантського язикоподібного відростка, дедалі більше людей починають вірити, що саме родина Оґуро викликала її, пов'язуючи їхню славу та статки з апокаліптичним наближенням планети. У Токіо починаються заворушення, параноя стрімко наростає, і натовпи намагаються знайти та покарати Реміну. Вона змушена тікати разом зі своїм агентом Міцумурою, президентом фан-клубу Ґодою та Куніхіро, спадкоємцем родини Мінеіші, тоді як зловісна планета вже нависає в небі над Землею.
Місячний зонд, відправлений для дослідження планети Реміна, виявляє, що її «вулкан» насправді є гігантським оком. Однак під час аварійної посадки зонд втрачає зв'язок із Землею. Тим часом таємничий культ у масках захоплює телеефір, закликаючи до знищення родини Оґуро задля спасіння Землі. Поки Реміна з супутниками тікає, Куніхіро покидає групу. Міцумура гине від ножового поранення, захищаючи Реміну. Вони зізнаються одне одному в коханні. Реміну та Ґоду зрештою схоплює розлючений натовп. Її розпинають поруч із побитим професором Оґуро, який помирає, благально просячи в доньки пробачення.
Коли планета Реміна поглинає Місяць і націлюється на Землю, ракетний удар відбиває її язик, але руйнує Токіо, що дозволяє Ґоді звільнити Реміну. Вбита горем Реміна не визнає зусиль Ґоди і при зустрічі з ним докоряє йому за насильство над Куніхіро, коли вони зустрілися, що змушує Ґоду піти. Куніхіро відвозить Реміну до будинку своєї родини, де його батьки планують втекти з Землі на секретній урядовій ракеті на планету Реміна. Коли батьки Куніхіро забороняють йому брати Реміну з собою, вони з Реміною зачиняються у бомбосховищі, де Куніхіро піддає Реміну сексуальному насильству. Батьки Куніхіро випадково опиняються на місці події і одразу ж вірять синові, коли той стверджує, що Реміна його спокусила. Вони кидають Реміну до натовпу, на чолі якого стояв культист із батогом.
Землетрус, спричинений гравітаційним впливом планети Реміна, зупиняє натовп, однак Реміну та Дайсуке — бездомного чоловіка, з яким вона познайомилась — все ж схоплюють і піддають тортурам. Коли язик планети знову з'являється, їх прив'язують до одного хреста, який натовп підпалює. Вони виживають лише завдяки тому, що язик планети змушує Землю обертатися з шаленою швидкістю, розсіюючи натовп. Культист розрізає мотузки і звільняє Реміну та Дайсуке — тільки для того, щоб забрати Реміну собі. Через посилену відцентрову силу від швидкого обертання Землі гравітація знижується, що дозволяє людям стрибати на великі відстані та фактично «літати» по поверхні планети. Після боротьби Дайсуке знову визволяє Реміну, але культист повідомляє рештки людства про її місцезнаходження, що спричиняє масову повітряну погоню. Тим часом урядова ракета, на борту якої летять Мінеіші та інші впливові особи, зазнає аварії при посадці на ворожу поверхню планети Реміна. Атмосфера миттєво й жорстоко деформує одного з поранених пасажирів після зняття його шолома. Інших вцілілих, зокрема й родину Мінеіші, вбивають язики планети.
Обертання Землі сповільнюється, і люди, що були підняті в повітря, падають назад, зазнаючи жорстких приземлень у Японії. Реміна та Дайсуке виживають, приземлившись на тіла інших, і разом із кількома молодими, невинними вцілілими вирушають до маєтку Мінеіші. Тим часом планета Реміна починає притягувати до себе Землю. Під час спроби потрапити в будинок на них нападає культист. Реміна розпізнає в ньому Ґоду, який, зірвавши маску, зізнається у своїй заздрості до її кохання до Міцумури. Проте його зносить силою тяжіння. Групі вдається сховатися в бомбосховищі, яке відривається від Землі саме в момент, коли планета Реміна остаточно поглинає її і зникає в порожнечі. Коли Реміна приходить до тями, Дайсуке розкриває, що він — відчужений син родини Мінеіші, який провалив свою мрію стати астронавтом. У них є припаси на рік, і Дайсуке з надією висловлює сподівання на ще одне диво. Реміна дивиться у вікно укриття й роздумує над втратою батька та Міцумури, поки бомбосховище безмовно дрейфує у безмежному космосі.

## Публікація
Манґа написана та проілюструвана Іто Джюнджі. Вона випускалася в журналі Big Comic Spirits Zōkan Casual з 16 вересня 2004 року по 24 липня 2005 року. Видавництво Shogakukan опублікувало серію в одному томі танкобон, який вийшов у Японії 22 червня 2015 року.
В Україна манґа випускається видавництвом MAL'OPUS. Дата виходу тому запланована на серпень 2025 року.

## Сприйняття
Нік Сміт з ICv2 позитивно оцінив серію, зазначивши, що вона була «добре виконана». Хелен Чазан з The Comics Journal також високо оцінила манґу, назвавши її «надзвичайно привабливою» та «такою, з якою легко ототожнитися». Іан Вульф з Anime UK News відзначив, що серія здається чимось новим у творчості Іто, водночас зберігаючи притаманний йому фірмовий горор. Більш критичною була Мішель Сміт із Manga Bookshelf, яка зазначила, що хоча сама концепція її зацікавила, серія здалася їй «емоційно невиразною». У рамках осіннього гіда манґи 2020 року від Anime News Network, серію також оцінили Ребекка Сільверман і Кейтлін Мур. Сільверман назвала її «хорошою, моторошною історією», однак розкритикувала за надмірно буквальну символіку. Мур, своєю чергою, також висловила позитивне враження, але зазначила, що сюжет залишив її в замішанні.
У грудні 2020 року манґа потрапила до десятки найкращих графічних романів для дорослих у Сполучених Штатах за версією The NPD Group. Також у січні 2021 року вона увійшла до десятки бестселерів за версією The New York Times у категорії графічних книг та манґи. Того ж року серія отримала премію Айснера за найкраще американське видання міжнародних матеріалів — Азія та була номінована на премію Гарві. У 2022 році її включили до списку десяти найкращих графічних романів за версією Американської бібліотечної асоціації, комітету з графічних романів та коміксів.